# جورج إس. روبنسون
جورج إس. روبنسون (بالإنجليزية: George S. Robinson)‏ هو سياسي أمريكي، ولد في 15 نوفمبر 1945. حزبياً، نشط في الحزب الجمهوري. وقد انتخب عضو مجلس نواب كارولينا الشمالية.